# Liste des sites Ramsar en Tanzanie
Cet article recense les zones humides de Tanzanie concernées par la convention de Ramsar.

## Statistiques
La convention de Ramsar est entrée en vigueur en Tanzanie le 13 août 2000.
En janvier 2020, le pays compte 4 sites Ramsar, couvrant une superficie de 48 684,24 km2.

## Liste
| Site                                                  | Région                    | Notes | Date            | Superficie (km²) | Altitude (m) | Identifiant Ramsar | Identifiant WDPA | Coordonnées                     | Photo |
| ----------------------------------------------------- | ------------------------- | ----- | --------------- | ---------------- | ------------ | ------------------ | ---------------- | ------------------------------- | ----- |
| Zones humides Malagarasi-Muyovozi                     | Kigoma, Shinyanga, Tabora |       | 13 avril 2000   | 32 500,00        | 1 200        | 1024               | 220068           | 5° sud, 31° est                 |       |
| Bassin du lac Natron                                  | Arusha                    |       | 4 juillet 2001  | 2 247,81         | 600 - 3 000  | 1080               | 900623           | 2° 21′ sud, 36° 00′ est         |       |
| Plaine d'inondation de la vallée de la Kilombero (en) | Morogoro                  |       | 25 avril 2002   | 7 967,35         | 210 - 400    | 1173               | 900852           | 8° 40′ 01″ sud, 36° 10′ 01″ est |       |
| Site Ramsar marin Rufiji-Mafia-Kilwa                  | Pwani, Lindi              |       | 29 octobre 2004 | 5 969,08         | 0 - 40       | 1443               | 902412           | 8° 07′ 59″ sud, 39° 37′ 59″ est |       |